# Inmigración árabe en El Salvador
La inmigración árabe en El Salvador se inició finalizando el siglo XIX a raíz de las políticas represivas que aplicaba el Imperio otomano contra los Católicos Maronitas. Varios de los destinos que escogieron los palestinos de ese momento estuvieron en países de América, entre ellos El Salvador. Esto dio como resultado a que la diáspora árabe residente en algunos países americanos se caracterice por forjarse en familias devotamente cristianas y muy aferradas a sus creencias, debido a que en estos países pueden ejercer su fe sin temor a la persecución.
La comunidad de origen palestino suma el 1% de la población, y controla el 50% de la economía del país.  La comunidad  libanesa asentada en San Salvador comprende unos 15,000 descendientes directos, en su mayoría (95%) cristianos católicos y ortodoxos. La matanza de cristianos árabes libaneses y palestinos a manos de los musulmanes, no sólo inició la primera migración de libaneses al mundo, sino que obligó a las potencias europeas a intervenir.
El matrimonio interétnico en la comunidad libanesa, independientemente de la afiliación religiosa, es muy alto; la mayoría tiene un solo padre con nacionalidad libanesa. Como resultado, algunos de ellos hablan árabe con fluidez. Pero la mayoría, especialmente entre las generaciones más jóvenes, hablan español como primera lengua y árabe como segunda.
Durante la guerra entre Israel y Palestina en 1948 y durante la Guerra de los Seis Días, miles de palestinos abandonaron su país y se fueron a El Salvador. Primero llegaron a La Libertad. Aunque los árabes constituían menos del 5% del total de la población inmigrante en El Salvador durante la década de 1930, abarcaban la mitad de la actividad económica de los inmigrantes.
El Salvador fue el segundo receptor de inmigrantes palestinos en América Central y uno de los que más recibieron en Latinoamérica la mayoría de los Palestinos que llegaron a la región centroamericana se asentaron en El Salvador y Honduras. Además, con 27,400 descendientes, la comunidad libanesa es la segunda más grande en América Central, después de los libanesa en Costa Rica.

## Historia

### Antecedentes
Entre los primeros palestinos que han llegado al país, fueron miembros de la familia Hasbún en 1850.
En el siglo XIX fueron unos cuantos los árabes que llegaron al territorio centroamericano, siendo el punto de partida la primera década del siglo XX, por motivo de la crisis del Imperio otomano. La mayoría de los árabes llegados a El Salvador y Tierras latinoamericanas eran de Religión Cristiana Ortodoxa Griega.

### Historia

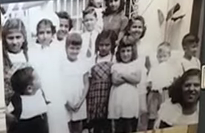
Niños Palestinos en El Salvador

Las óptimas condiciones de vida y de desarrollo establecieron a este país como un destino tradicional de emigración.
El término “turco” con que se les denominó por viajar a su llegada a América con pasaporte turco-otomano, fue considerado por los árabes como peyorativo. 
Este apelativo no solo obedecía a la designación de la nacionalidad de origen que figuraba en el pasaporte del inmigrante, sino en las ganas (después de conocer la realidad del nombre), de molestarles.
Otros casos se han dado de designar con el término que no convenía exactamente a inmigrantes de otros orígenes: en Argentina, especialmente en Buenos Aires, llamaban “rusos” a los inmigrantes judíos porque provenían en general de Rusia; y en la mayoría de los países de América Latina solían llamar indistintamente a todos los inmigrantes españoles “gallegos”, o gachupines, por ser muchos los que procedían de Galicia. 
En Costa Rica se les llamaba a los judíos, “polacos” y a los que se dedican al comercio ambulante, polaqueros, etc.
El desprecio por lo que no era europeo, llevó a las personas de la época a desarrollar ideas racistas y a preconizar una inmigración compuesta únicamente de blancos europeos, de preferencia anglosajones. Entre más blanco era el color de la piel, se era “superior”; pero en el caso de los árabes, emigrantes prácticamente de Palestina, Siria y Líbano, donde la población generalmente es de facciones mediterráneas, cejas pobladas y tez oscura, el papel racial no fue el único factor a tomarse en cuenta, sino al de ejercer un oficio, el comercio (muchas veces con usura), considerado poco “noble”.

El problema sería pues, social más que étnico: se miraba con desprecio al “turco” porque se le identificaba con el buhonero, o vendedor ambulante. Para la mentalidad de “hidalgo”, había que vivir de las rentas de la tierra o de los grandes contactos. Ejercer cualquier oficio manual o practicar el comercio, era algo “indigno” o “deshonroso”.

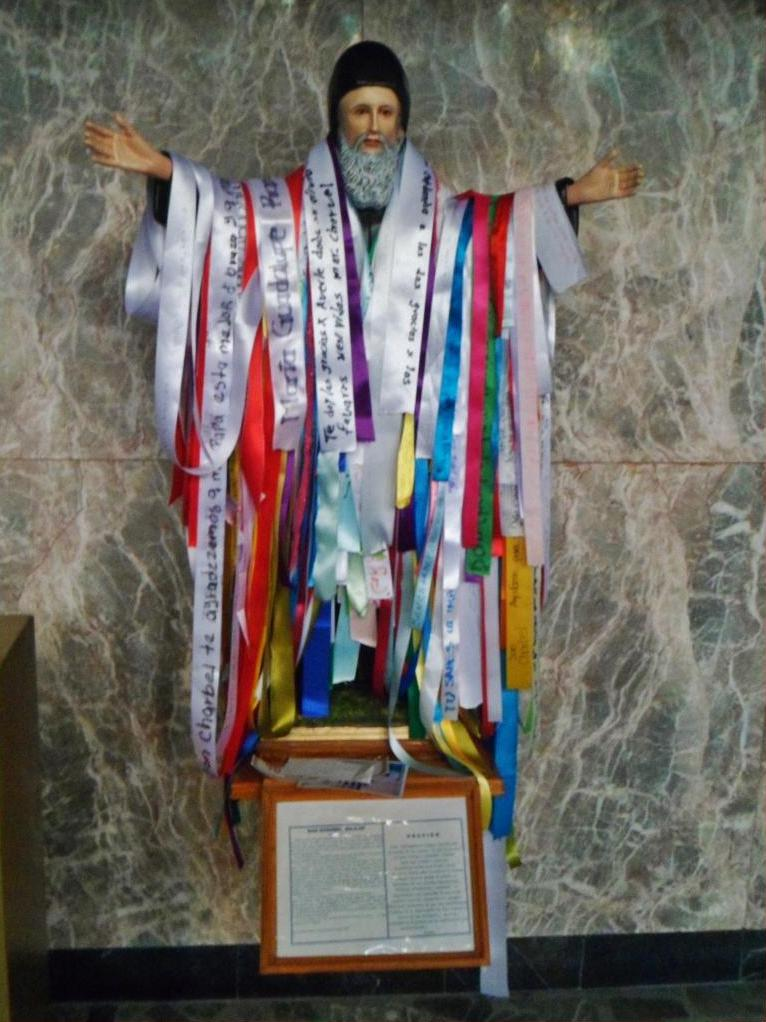
San Charbel, patrono del Líbano

### Comunidad árabe
A mediados del siglo pasado, en los registros de población se dejó de tomar en cuenta la cuestión de categoría étnica, entonces ya no se sabe cuántos son, aunque hay autores que hablan de 100 mil hasta 200 mil como población actual de descendientes de árabes palestinos, El Dr Armando Bukele Kattán estimaba que era aproximadamente el 1-3 % de la población de El Salvador, es decir entre 65,000 y 195,000 descendientes, pero es muy difícil tener una cuenta. Solo Chile y Honduras tienen una colonia mayor que la de El Salvador. 
Para 1968 se obtuvo un terreno de seis acres, ocho árabe-salvadoreños se juntaron y construyeron una piscina, esto eventualmente creció y actualmente se convirtió en el Club Árabe-Salvadoreño que representa una inversión de unos US$ 15 millones de Dólares en un suburbio de la ciudad de San Salvador, de la cual unas 1600 familias ahora son miembros de este club y en donde se realizan muchas bodas de esta ciudad.
Actualmente El Salvador cuenta con dos organizaciones islámicas, la Asociación Cultural Islámica Chiita Fátima Az-Zahra (nombre oficial según Personería Jurídica) fundada en el año 2004, una organización que se adhiere a la rama chiita del Islam, en el 2005 inauguran el primer sitio web islámico de El Salvador y la primera revista digital islámica de América Latina, también en diciembre de 2015 inauguran la primera radio islámica en internet de Centroamérica . Una segunda organización es la «Iglesia Islámica de El Salvador» (nombre oficial según Personería Jurídica) fundada en el año 1993, que no adhiere a una escuela de pensamiento tradicional.
Hay familias como los Simán, Salume, Hasbún que son de las familias más ricas del país y que son muy conocidos, y que algunos autores los toman como parte de la oligarquía nacional.
También se manejan muy bien en temas políticos. Muchos de ellos han tenido un papel importante en la política: Antonio Saca fue presidente de la República y descendiente de palestinos; Schafik Hándal, Hato Hasbún, el señor Héctor Dada Hirezi, que fue Ministro de Economía. Tenemos a la familia Siman, que desde los años sesenta han sido parte de la ASI y, por lo general, ocupando puestos de presidencia; los Salume, entre otra familias que han estado en este tipo de actividades. Por ejemplo también, en Zacatecoluca, ha quedado como alcalde electo Francisco Hirezi y el actual presidente de El Salvador, Nayib Bukele, que también proviene de una familia de palestinos.

### Asentamientos
Se asentaron principalmente en Santa Ana y San Miguel,esto se puede explicar ya que Santa Ana pertenece al occidente del País, donde la actividad cafetalera era la principal y que además esto se da en un contexto en donde la economía del país dependía principalmente de las exportaciones del café, entonces tiene sentido que buscaran asentarse en esa zona, porque había mayor actividad económica; también, en un principio ellos vendían de pueblo en pueblo pero también llegaban a las fincas, en parte seguían esa lógica, buscar los lugares donde había mayor actividad económica y, en el caso de San Miguel, que no es una región cafetalera pero sí algodonera y ganadera, esa era la parte de la riqueza de ese lugar.
En el caso de San Salvador, si bien la población de árabe-palestinos era mayor que en otras zonas, según los registros, aseguran que una zona del Mercado Central, ahora Hula Hula, estaba llena de establecimientos de palestinos. Probablemente tenga que ver con que no se hacía una recolección o registro muy eficiente en la época. Sin embargo, San Salvador tenía el mayor número de inmigrantes palestinos